# Diecéze évreuxská
Diecéze évreuxská (lat. Dioecesis Ebroicensis, franc. Diocèse d'Évreux) je francouzská římskokatolická diecéze. Leží na území departementu Eure. Sídlo biskupství i Katedrála Notre-Dame se nachází v Évreux. Diecéze évreuxská je součástí rouenské církevní provincie.
Od 28. ledna 2006 je diecézním biskupem Christian Nourrichard.

## Historie
Biskupství bylo v Évreux založeno v průběhu 3. století. Prvním biskupem se stal svatý Taurin z Évreux. V důsledku konkordátu z roku 1801 bylo 29. listopadu 1801 zrušeno biskupství v Lisieux, jehož území bylo včleněno do diecézí bayeuxské, séesské a évreuxské.
Na začátku 21. století je diecéze évreuxská sufragánní diecézí rouenské arcidiecéze.

## Biskupové
- Jean Honoré (1972–1981)
- Jacques Gaillot (1982–1995)
- Jacques Louis Antoine Marie David (1996–2006)
- Christian Nourrichard (od 2006)